# Toro (Spagna)
Toro è un comune spagnolo di 9 282 abitanti situato nella comunità autonoma di Castiglia e León.
Le attività principali sono l'agricoltura e l'allevamento ed è uno dei comuni dove si produce il vino Toro.

## Storia
Nei pressi della città si svolse la battaglia di Toro, combattuta tra i sostenitori di Isabella di Castiglia e quelli Giovanna la Beltraneja. La battaglia, che decise la guerra di successione castigliana, venne vinta dai sostenitori di Isabella.

## Amministrazione

### Gemellaggi
- Condom
- Dormagen, dal 1994